# Flugzeugunglück am 17. Dezember 1960 in München

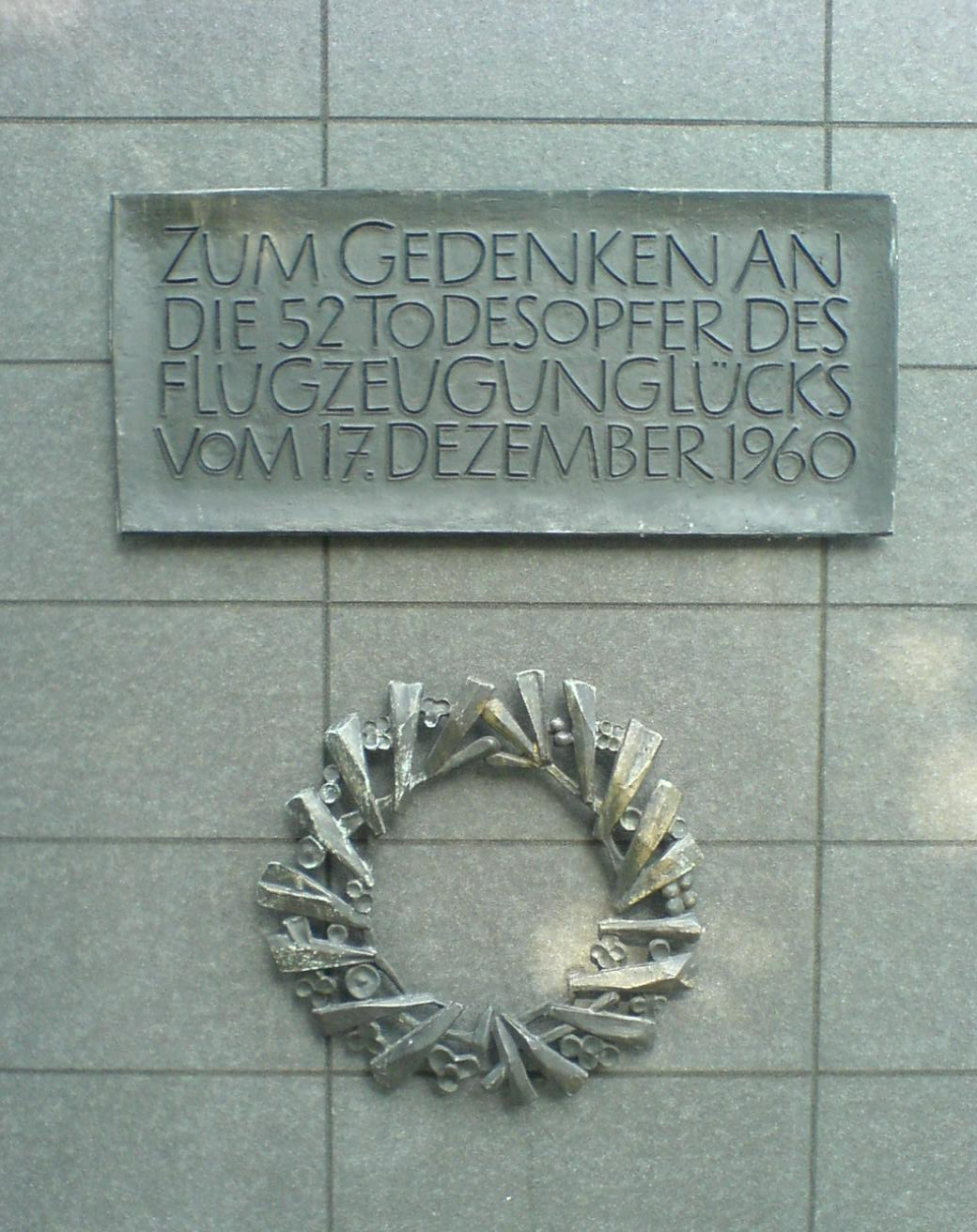
Gedenkplatte

Bei dem Flugzeugunglück am 17. Dezember 1960 in München stürzte kurz nach dem Start ein zweimotoriges Transportflugzeug der US Air Force in der Innenstadt von München auf eine Straßenbahn. Insgesamt fanden 52 Menschen den Tod, 20 Insassen des Flugzeugs und 32 Personen am Boden.

## Vorgang
Am 17. Dezember 1960, einem Samstag, war um 14:05 Uhr die von der Air Force als Passagiermaschine eingesetzte Convair CV-340/C-131D Samaritan (Luftfahrzeugkennzeichen 55-0291) mit sieben Besatzungsmitgliedern und 13 Passagieren an Bord vom Flughafen München-Riem Richtung RAF Stützpunkt Northolt in der Nähe von London gestartet. Zwei Minuten später fiel einer der beiden Kolbenmotoren aus, weshalb das Flugzeug keine Höhe mehr gewinnen konnte. Die Piloten setzten einen Notruf ab und beabsichtigten in einem großen Bogen über die Theresienwiese eine Rückkehr zum Flughafen Riem. Vier Minuten nach dem Start streifte das nahezu vollbetankte Flugzeug im dichten Nebel rund zehn Kilometer westlich des Flughafens die Spitze des 97 m hohen Hauptturms der Paulskirche. Die rechte Tragfläche brach ab, die Kirchturmspitze wurde abgeknickt. Das Flugzeug trudelte über die Schwanthalerstraße und stürzte im Bereich Bayerstraße/Martin-Greif-Straße (nördlich der Theresienwiese) auf eine Straßenbahn. Ein Teil einer Tragfläche durchschlug das Dach eines Hauses. 4000 Liter Flugbenzin begannen zu brennen. Die Feuerwehr München konnte die brennende Straßenbahn und die Trümmer der Maschine innerhalb von 30 Minuten löschen.

## Ursache
Die Untersuchungen ergaben, dass sich in einer Kraftstoffpumpe Wasser angesammelt hatte.

## Folgen
Alle 20 Insassen der Maschine, 27 Personen in der Straßenbahn und 5 Passanten kamen ums Leben. Weitere 20 Personen in der Umgebung der Absturzstelle wurden verletzt.
Aufgrund der Erfahrungen aus dem Unfall beschaffte die Berufsfeuerwehr im Jahr 1962 für ihre Zugwachen Trockentanklöschfahrzeuge (TroTLF) mit je 750 kg Löschpulver.
Einen Tag vorher war es zur Flugzeugkollision von New York City gekommen, bei der 134 Menschen ihr Leben verloren hatten. Die Unfälle fachten die Diskussion nach stadtfernen Standorten für Flughäfen in München und Hamburg an. Erst zwei Tage vor dem Absturz hatte die Stadt München einen neuen Vorstoß unternommen, um die gefährlichen Flüge vom und zum Flughafen Riem über dichtbesiedeltes Gebiet zu beenden. Seit März 1962 galt immerhin ein neues Start- und Landeverfahren, welches Überflüge über den Stadtkern verbot. Aufgrund des Widerstands von Teilen der Bevölkerung wurde der neue Flughafen München „Franz Josef Strauß“ nordwestlich außerhalb Erdings jedoch erst 32 Jahre später im Jahr 1992 in Betrieb genommen. Der Flughafen Hamburg-Fuhlsbüttel existiert bis heute weiter.